# Albertine Schelfhout-van der Meulen
Albertine Elisabeth Schelfhout-van der Meulen (Amsterdam, 6 juli 1891 – Bloemendaal, 6 november 1968) was een Nederlands schrijfster. Ze was in de jaren '30 bekend als 'radio-moeder' bij de KRO.

## Leven en werk
Albertine van der Meulen werd geboren in een welgesteld, Hervormd gezin als dochter van Leendert Cornelis (Cees) van der Meulen (1864-1944), directeur van een houtimportbedrijf, en Cornelia Wilhelmina Christina van Maanen (1865-1952). Na het lyceum kreeg ze pianoles aan het conservatorium; ze was daarnaast vrijwilligster in een kindertehuis in Zandvoort. In 1913 volgde ze filosofiecolleges bij Henri Bergson aan de Universiteit van Parijs. In Parijs kwam ze de schilder Lodewijk Schelfhout (1881-1943) tegen. Het paar trouwde in 1914 en vestigde zich in Hilversum. Onder invloed van haar studie filosofie bekeerde Schelfhout-van der Meulen zich tot het katholicisme en in 1919 werd ze gedoopt.
Tijdens de crisis van de jaren 30 liep de verkoop van Schelfhouts werk terug. Zijn vrouw ging daarop lezingen geven over gezin en samenleving. In 1933 werd ze door de KRO gevraagd voor een adviesrubriek op de radio. Haar lezingen en radiopraatjes vielen in de smaak en Schelfhout-van der Meulen publiceerde haar opvoedkundige adviezen in diverse boekjes, die door haar echtgenoot van omslagtekeningen werden voorzien. In 1940 werd haar radiowerk door de Duitse bezetter verboden en een negatieve recensie in het weekblad Storm van de SS zorgde ervoor dat de verkoop van haar boeken staakte. In 1943 overleed haar echtgenoot.
Na de oorlog sprak ze nog een paar keer voor de radio, maar hield zich verder buiten de openbaarheid. Rond 1950 werd ze assistent van Frits Lugt, oprichter van het Institut Néerlandais. Ze verbleef een aantal maanden per jaar in Parijs en deed daar onder andere vertaalwerk en droeg zorg voor het op microfilm vastleggen van tekeningen en prenten van de Fondation Custodia.
Toen Schelfhout-van der Meulen ging dementeren werd ze opgenomen in een verpleeghuis in Bloemendaal. Ze overleed in 1968, op 77-jarige leeftijd.

## Publicaties
- 1934: Het groote geheim tusschen moeder en kind
- 1938: Jongeman, luister eens
- 1939: Nergens en nooit verlegen (voor meisjes)
- 1940: We bouwen een huis
- 1940: De geest van den tijd
- 1941: Nergens en nooit verlegen (voor jongens)
- 1941: Arm zijn is… een klein boekje voor groote meisjes

- Biografisch Portaal: 36237673
- International Standard Name Identifier: 0000 0003 8885 8185
- Nederlandse Thesaurus van Auteursnamen: 073203246
- RKD-Nederlands Instituut voor Kunstgeschiedenis: 450940
- Virtual International Authority File: 282109509
- WorldCat: E39PBJkTdX67Gr49BKVYvgqYT3